# 昆迪湖
昆迪湖（斯瓦希里语“组，群”之义）是苏丹南达尔富尔州的一个常年内流湖，海拔约460m，有Ibrah River汇入，临近时令河基尔河。 丰水季节湖面积可达1200公顷，枯水季节则萎缩至100-200公顷。湖水深度约2-3m，随季节有变化。拉多姆国家公园位于其西南面。

## 动植物
昆迪湖的特色植被为金鱼藻和齿叶睡莲。
昆迪湖有革胡子鲶和齊氏非鯽种群，当地渔民主要靠手工捕鱼。湖中也有原滴虫 Rhipidodendron huxleyi分布，这种生物此前未有曾在非洲有过记录。
至于鸟类，当地报告有5000-7000只的黑冕鹤种群。其他鸟类有黃嘴䴉鸛、白腹鸛、埃及聖䴉、阿拉伯鸨、非洲斑鸠、金夜鹰、赤喉蜂虎、黄嘴鹊鵙、须嘴鸦、红头扇尾莺、狐色扇尾莺、蟋蟀鹪莺、绿背孤莺、栗腹丽椋鸟、黑薮鸲、栗顶织雀、小石雀、黑腰梅花雀。

## 保护
昆迪湖被列入重点鸟区。湖周边设有面积2000公顷的昆迪湖保护区。